# Sin remitente
Sin remitente és una pel·lícula mexicana del director mexicà Carlos Carrera estrenada en 1995. Va obtenir el Premi Ariel a la millor pel·lícula en 1996.

## Sinopsi
Don Andrés, un ancià que té per veïna a una jove festera anomenada Mariana, fart d'aguantar el soroll i la falta de pau fa una anomenada a la policia que conclou en una batuda en l'última festa de Mariana. Ella, en venjança, comença a enviar cartes a don Andrés, fingint que provenen d'una enamorada anònim. Sense saber-ho, Mariana provocarà importants conseqüències per a tots dos.

## Repartiment
- Fernando Torre Laphame - Andrés.
- Tiaré Scanda - Mariana.
- Luisa Huertas - Teresita de Jesús.
- Guillermo Gil - Mario.
- Luis Felipe Tovar - Luis Felipe.
- Gina Morett - Beti.
- Nora Velázquez - Rosa, esposa de Mario.
- Gerardo Moscoso - investigador.
- Juan Carlos Colombo.
- Loló Navarro - el porter.
- Álvaro Carcaño - el policia.
- Enrique Gardiel - el venedor de flors.
- Jesús Ochoa - el cirurgià forense.
- Inés Correa - anciana de l'oficina de correus.
- Iván González - fill de Teresita de Jesús.
- Cheli Godínez - una prostituta.
- Lida Jiménez - una prostituta.
- Diana Olimpia.
- Paola Flores - la cambrera.
- Marco Bacuzzi.
- Mariano González.
- Alfonso Bravo - el guàrdia d'entrada.

## Premis i reconeixements
Sin remitente va obtenir 14 nominacions al Premi Ariel, i en va guanyar 4 dels més importants:
| Premis                 | Premis                 | Premis     | Premis |
| Categoria              | Persona                | Resultat   |        |
| ---------------------- | ---------------------- | ---------- | ------ |
| Millor pel·lícula      |                        | Guanyadora |        |
| Més ben director       | Carlos Carrera         | Guanyador  |        |
| Millor actor           | Fernando Torre Laphame | Guanyador  |        |
| Millor actor de quadre | Luis Felipe Tovar      | Guanyador  |        |

Internacionalment va aconseguir premis al Festival Internacional del Nou Cinema Llatinoamericà de l'Havana, a Cuba, i al Festival Tres Continents, a Nantes, França, així com nominacions al Premi Goya, a Espanya, i al 52a Mostra Internacional de Cinema de Venècia, a Itàlia.